# Antiotricha vexata
Antiotricha vexata là một loài bướm đêm thuộc phân họ Arctiinae, họ Erebidae.